# Aracua (paroisse civile)
Pour les articles homonymes, voir Aracua.
Aracua est l'une des trois paroisses civiles de la municipalité de Bolívar dans l'État de Falcón au Venezuela. Sa capitale est Aracua.

## Géographie

### Démographie
Hormis sa capitale Aracua, la paroisse civile comporte plusieurs localités, dont :
- Aracua
- La Goya